# Oružjem protivu otmičara
Oružjem protivu otmičara (skrajšano OPO) je pop punk skupina iz Zrenjanina.

## Začetki
Skupino je osnoval Nikola Pavković (kitara) leta 1992, po tem ko je zapustil skupino Instant karma, skupaj z Dragom Antonovim (bas). Preostanek skupine je variiral vse do prihoda Dragane Mrkajić (vokal, kitara) in Darka Kurjaka (boben), ki sta postala trajna člana OPO.
Prvi album skupine OPO ima isti naslov kot skupina in je bil posnet ter izdan leta 1995. Po objavi je Darko Kurjak skupino zapustil ter se pridružil Partibrejkersom. Namesto njega se je skupini na bobnih pridružil Vladimir Jovanović (dotlej v skupinah Gluve kučke in Instant karma). Z novim članom so leta 1996 izdali album BarbieCue (v glasbenem smislu podoben prvemu albumu). Med drugim na njem najdemo priredbo pesmi »Mladiću moj« skupine Zana, ki se je ob še eni pesmi z istega albuma »Saša Ajdanov« zavrtela v filmu Balkanska pravila Darka Bajića.. 

## Diskografija

### Studijski albumi
- Oružjem protivu otmičara (1995)
- BarbieCue (1996)
- Komadić koji nedostaje (1998)
- Maštoplov (2002)
- Znaš ko te pozdravio (2007)

### Remiks album
- BarbieMix (1997)

### Singli
- U koloru (1997)
- Mladiću moj/Ptica/1000 (1999)